# 五糧液老窖池遺址
五粮液老窖池遗址位於四川省宜賓市翠屏區城區內的鼓樓街和長春街。現存「長發升」及「利川永」酒坊建築為明清磚木結構，抬梁或穿斗式屋架，小青瓦屋面，占地面積共約2,718平方公尺。文物遺址年代判定為明至清。1998年9月30日公佈為四川省文物保護單位。2013年3月5日列為第七批全國重點文物保護單位。